# Tourska stolnica
Stolnica v Toursu (francosko Cathédrale Saint-Gatien de Tours) je rimskokatoliška cerkev v mestu Tours, Indre-et-Loire, Francija in je posvečena svetemu Gatijanu. Je sedež nadškofov v Toursu in metropolitanska stolnica cerkvene province Tours. Zgrajena je bila med letoma 1170 in 1547. V času začetka gradnje je cerkev stala na južnem koncu mostu čez reko Loaro, na cesti iz Pariza proti jugozahodu Francije. Od leta 1862 je razvrščen kot zgodovinski spomenik Od leta 1905 je v lasti francoske države, katoliška cerkev pa ima izključno pravico uporabe.

## Zgodovina
Na istem mestu so obstajale tri prejšnje stolnice. Prvo, posvečeno svetemu Mavriciju, je zgradil škof Lidorius od leta 337 do 371. Leta 558 je pogorela, obnovil pa jo je škof Gregor iz Toursa in jo ponovno posvetil leta 590. Njena lokacija, na jugozahodnem kotu kastruma ali starega rimskega obzidja, je povzročila, da je bil vhod v stolnico del starega rimskega mestnega obzidja. Približno leta 1160 je bila zgrajena druga stavba v anžuvinskem slogu. Požar jo je močno poškodoval in ni bila nikoli dokončana.
Delo z korom se je ponovno začelo okoli leta 1220 in prejelo finančno pomoč Ludvika IX. ali sv. Ludvika. Kor in transept sta bila na novo zgrajena med letom 1240 in začetkom 14. stoletja z uporabo delov spodnjih sten romanske strukture. Spodnji deli so bili večinoma v zgodnjem gotskem slogu, zgornje stene pa v kasnejšem žarkastem (rayonnant) slogu. Konec 14. stoletja je bil transept dokončan. Leta 1356 je bila stolnica ponovno posvečena in to svetemu Gacijanu.
Nadaljnja dela in gradnjo stolpov je prekinila stoletna vojna (1337-1453). Ladjo so šele v 15. stoletju dokončali arhitekti Jean de Dammartin, Jean Papin in Jean Durand. s finančno pomočjo Karla VII. in bretonskega vojvode Jeana V. Leta 1484 so bili dokončani spodnji portali. Dva nova stolpa sta bila postavljena tik pred starim mestnim obzidjem. Na zadnji strani stolpov s severne strani je v prerezu vidno poznorimsko obzidje. Prvi stolp je bil dokončan leta 1534, drugi pa leta 1547, s francoskimi renesančnimi značilnostmi v njihovih kronah.
Zelo počasna gradnja stolnice je pripeljala do lokalnega reka: »... šele, ko stolnica ni dokončana«, kar pomeni nekaj posebej dolgotrajnega in težko dosegljivega. To je tudi pomenilo, da stavba predstavlja kompleksen vzorec francoske religiozne arhitekture od 13. do 16. stoletja.
Leta 1787 so v odziv na vatikanske doktrine, ki so zahtevale, da bi notranjost cerkva postala bolj odprta in gostoljubna, odstranili jubé ali korno pregrado, ki je ločevala kor od ladje. Leta 1793, med francosko revolucijo, so jakobinci razbili kipe na cerkvenem portalu. Cerkev je bila nacionalizirana in spremenjena v tempelj razuma do vladavine Napoleona I. Leta 1848 so bili deli stolnice, vključno s portalno skulpturo, obnovljeni.
Večja obnova stolnice se je začela leta 1993. Obnova orgel je bila končana leta 1996 in začela se je z zgornjimi okni. Med letoma 2010 in 2013 je bila dokončana obnova severnega transepta in rozete, obnovljenih in 200 kvadratnih metrov stolnici so dodali nova okna, posvečena svetemu Martinu. Leta 2018 je bil posvečen nov glavni oltar.

## Arhitektura

### Zunanjost – zahodna fasada
- Portali zahodne fasade
- Zatrep zahodne fasade
- Timpanon osrednjega portala

Zahodna fasada stolnice prikazuje tri zelo različne sloge arhitekture, ki so harmonično združeni. Spodnje stene stolpov in osrednji blok fasade do trikotnega zatrepa so bili zgrajeni v umirjenem romanskem slogu, nato pa so bili skupaj z oporniki pokriti z veliko bolj bogato okrašeno in gosto flamboyant dekoracijo.

### Transepta in apsida
- Apsida stolnice
- severni transept in rozeta, s prečko
- Dodatni oporniki na severnem transeptu

Strani stolnice so okrepljene z masivnimi ločnimi oporniki, ki jim dajejo dodatno težo. Apsida stolnice na vzhodnem koncu je zelo nenavadna v primerjavi z gotskimi stolnicami, saj nanjo ni pritrjena nobena druga struktura.
Severni transept stolnice je nenavaden, ker ima dva dodatna opornika, ki podpirata severno fasado z rozeto. Rozeta ima na sprednji strani pritrjeno tudi nenavadno palico, ki ji daje dodatno podporo.

### Stolpa
- Renesančna lanterna na severnem stolpu (1507)
- Detajl lanterne severnega stolpa
- Skulptura na zunanjosti stolpa
- Detajl južnega stolpa

Dva stolpa sta visoka 69 in 70 metrov. Deli podnožja stolpov so iz 12. stoletja. Sprednje strani stolpov so prekrite z zelo dovršenimi risbami in okrasjem v poznejšem slogu Flamboyant. Zgornja dela obeh stolpov, ki sta dopolnjevala stavbi, z višino 69 in 70 metrov, sta zgodnja primera francoske renesančne arhitekture.

## Notranjost
- Tloris z datumi izgradnje
- Oboki ladje
- Kor
- Zgornja okna

Ladja ima tradicionalne tri nivoje; galerija v pritličju z velikimi stebri, ki podpirajo rebra obokanega stropa; galerija na srednjem nivoju ali triforij z okni; in zgornji nivo ali svetlobno nadstropje z visokimi okni, ki zapolnjujejo zgornje stene s steklom. Ladja je visoka 29 metrov, a široka manj kot mnoge stolnice, verjetno zaradi ponovne uporabe starejše romanske osnove. Oboki so pokriti z originalno strešno konstrukcijo, zgrajeno iz lesenih tramov iz 13. stoletja v koru in iz 15. stoletja v ladji.
Kor ima še vedno originalnih petnajst oken iz 13. stoletja, ki prikazujejo tako prizore iz življenja Kristusa, apostolov in svetnikov, kot tudi okna, ki prikazujejo poklice cehov, ki so prispevali k financiranju oken. Rozeta v severnem transeptu, zgrajena v začetku 14. stoletja, ima nenavaden dizajn. Postavljena je bila v sredino kvadrata, ki je bil že napolnjen z vitraži. To je kasneje povzročilo težave s stabilnostjo; v notranjosti, po sredi okna, je bilo treba zgraditi opornik, ki jo deli na dvoje. Okno je tudi na zunanji strani podprto z ločnimi oporniki.
Južni transept ima tudi rozeto in vsebuje originalno ohišje orgel iz 16. stoletja. Podaril jih je Martin de Beaune, zgradil pa Barnabé Delanoue. Zdaj vsebuje orgle iz 18. stoletja, ki jih je zgradil Cliquot.

## Umetnost in okras
- Grobnica dveh otrok Karla VIII. Francoskega in Anne de Bretagne (1506)
- Detajl grobnice

V ladji je monumentalna grobnica dveh otrok francoskega kralja Karla VIII. in Ane Bretanske, ki sta umrla kot dojenčka. Leta 1506 jo je izdelal Guillaume Regnault ali Girolamo da Fiesole in je bila prvotno v cerkvi sv. Martina, po francoski revoluciji pa je bila prestavljena v stolnico. Grobnica je izdelana iz carrarskega marmorja v italijanskem slogu. Ležeča kipa spominjata na francosko srednjeveško tradicijo iz 15. stoletja (šola Michela Colomba).

## Vitraji
- Kristusovo otroštvo (13. st.)
- Vitraž kora (kliknite 2X za povečavo)
- Zgodnje steklo - Kristus, ki nosi križ (13. st.)
- Vitraž iz Toursa z okrasnimi motivi
- Renesančni vitraž v Toursu (15. st.)

V 13. stoletju so umetniki, ki so delali na stolnici v Toursu, sprožili majhno revolucijo v oblikovanju vitražev. Namesto da bi celotno okno zapolnila množica majhnih prizorov iz drobnih koščkov globoko obarvanega stekla, so umetniki iz Toursa začeli izdelovati okna z mešanico vrst stekla; tradicionalni ikonografski prizori s svetopisemskimi osebami so bili obdani s steklom iz prozornega ali svetlo obarvanega stekla, okrašenega z okrasnimi in rastlinskimi motivi. S tem so v notranjost vnesli veliko večjo količino svetlobe, poleg tega pa so poudarili izbrane motive, ki so se sicer izgubili med stotinami različnih podob. Ta slog oken, uveden v Toursu okoli leta 1265, je kmalu sledil v stolnici v Troyesu, nato pa se je hitro razširil na druge stolnice v Franciji in nato v Angliji.
To revolucijo v formatu razstave je spremljala še pomembnejša revolucija v tehniki z uporabo srebrne lazure, metode slikanja na steklo z emajl barvami, ki so bile nato segrete in staljene na steklo. To je omogočilo izrazitejšo figuro, senčenje in tridimenzionalnost, bližje slikam kot mozaikom. Velikosti kosov stekla so postale večje, količina svinčenih palic v oknu pa manjša. Figure v vitražih so začele spominjati na srednjeveške miniaturne realistične slike.

### Rozeta (arhitektura)
- Zunanjost zahodne rozete
- Zahodna rozeta
- Detajl zahodne rozete (kliknite 2x za povečavo)
- Južna rozeta z orglami
- Severna rozeta z okrepitveno palico

Stolnica ima tri rozete na zahodnem sprednjem delu in na obeh koncih transepta. Najbolj izviren je severni transept, postavljen v začetku 14. stoletja. Rozeta je bila nameščena v kvadratni del okna, ki je že zapolnjen s steklom. kjer je bila vrtnica nameščena, so se pojavile težave s stabilnostjo, zato jo je bilo treba okrepiti z navpično kamnito palico za oknom, ki jo deli na dvoje, in z dodatnimi oporniki na zunanjosti. 

## Orgle
Orgle so v južnem transeptu. Ohišje in okrasje je iz 16. stoletja. Instrument, ki je zdaj na mestu, je v 18. stoletju izdelalo družinsko podjetje, ki ga je ustanovil Robert Clicquot.

## Zvonovi
Stolnica ima štiri glavne zvonove, ki so v južnem stolpu. Burdon, največji in najgloblje zveni, je Kristus, izdelan leta 1749 in težak 1900 kilogramov. Prvotno je visel v bližnji opatiji sv. Pavla v Cormeryju. Leta 1793, med revolucijo, so zasegli večino cerkvenih zvonov in jih pretopili za izdelavo topov in drugega orožja. Mesta so smela imeti samo en zvon, ki je opozarjal na požar. Prebivalci Coermeryja so se temu uprli in prenesli zvon v drugo mesto, da bi ga ohranili. Končno so ga leta 1807 odpeljali v Tours in namestili v stolp.
Ostali trije zvonovi so:
- Maurice (1350 kilos, 1864);
- Gatien (980 kilos, 1884),
- Martin (310 kilos, 14th century[10]

## Križni hodnik La Psalette in nadškofova palača
- Gotsko-renesančni križni hodnik La Psalette, povezan s stolnico
- Krožno stopnišče križnega hodnika La Psalette (1524)
- Nekdanja nadškofovska palača, zdaj Muzej lepih umetnosti Tours..

Severno od stolnice je majhen križni hodnik, zgrajen v času renesanse, znan kot cloître de la Psalette, glede na njegovo funkcijo šole, kjer so poučevali petje psalmov. Zgrajen je bil med letoma 1442 in 1524. Ima tri galerije, postavljene ob severno steno stolnice. Ima tudi skriptorij, kjer so nastajali rokopisi, in je bil zgrajen leta 1520, služi pa mu stopnišče; in knjižnica z obokanim stropom, kjer je mogoče videti več fresk iz 13. in 14. stoletja. To je bil zgodnji videz francoskega renesančnega sloga, ki je bil uveden na stopnišču v gradu Blois v bližnji dolini Loare.
Južno od stolnice je nekdanja nadškofovska palača, zgrajena v začetku 18. stoletja, ki je zdaj postala Musée des Beaux-Arts de Tours. Prav tako je bil prvotno zgrajen ob gallo-rimskem mestnem obzidju iz 4. stoletja. Vsebuje eno dvorano iz 11. stoletja in drugo iz 12. stoletja. Na steni druge dvorane je balkon, s katerega so se oznanjale sodbe cerkvenega sodišča.

## Galerija
- Glavni oltar in kor
- Zvoki in luči - katedrala v Toursu